# Parque nacional Rayón
El Parque Nacional Rayón (también denominado Campo del Gallo) se encuentra en el estado de Michoacán, México. El parque fue inaugurado en 1952.
El parque que abarca 25 ha fue antiguamente propiedad de los hermanos Rayón (Ignacio, Ramón, Antonio, Rafael y Francisco), que se destacaron durante la guerra por la independencia de México. El cerro del Gallo se encuentra dentro del parque. Se encuentra ubicado a 2 km de Tlalpujahua  y a unos 140 km  al noreste del Distrito federal.
El parque posee densos bosques de pinos donde habitan ciervos, pájaros carpinteros y halcones.

## Biodiversidad
De acuerdo al Sistema Nacional de Información sobre Biodiversidad de la Comisión Nacional para el Conocimiento y Uso de la Biodiversidad (CONABIO) en el Parque Nacional Rayón habitan más de 40 especies de plantas y animales de las cuales 3 son exóticas,